# Paseo de Sagasta (Zaragoza)

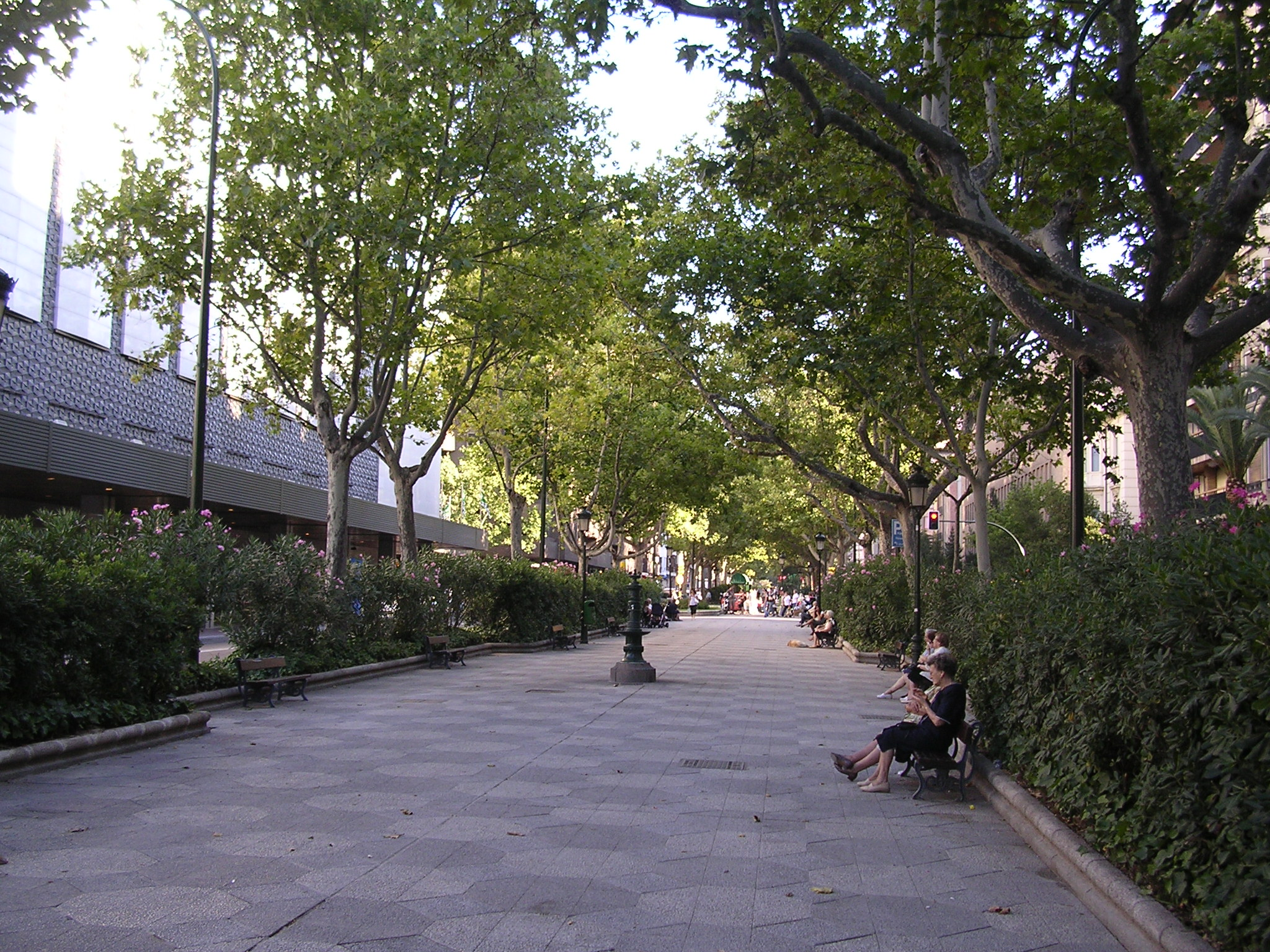
Vista del paseo de Sagasta.

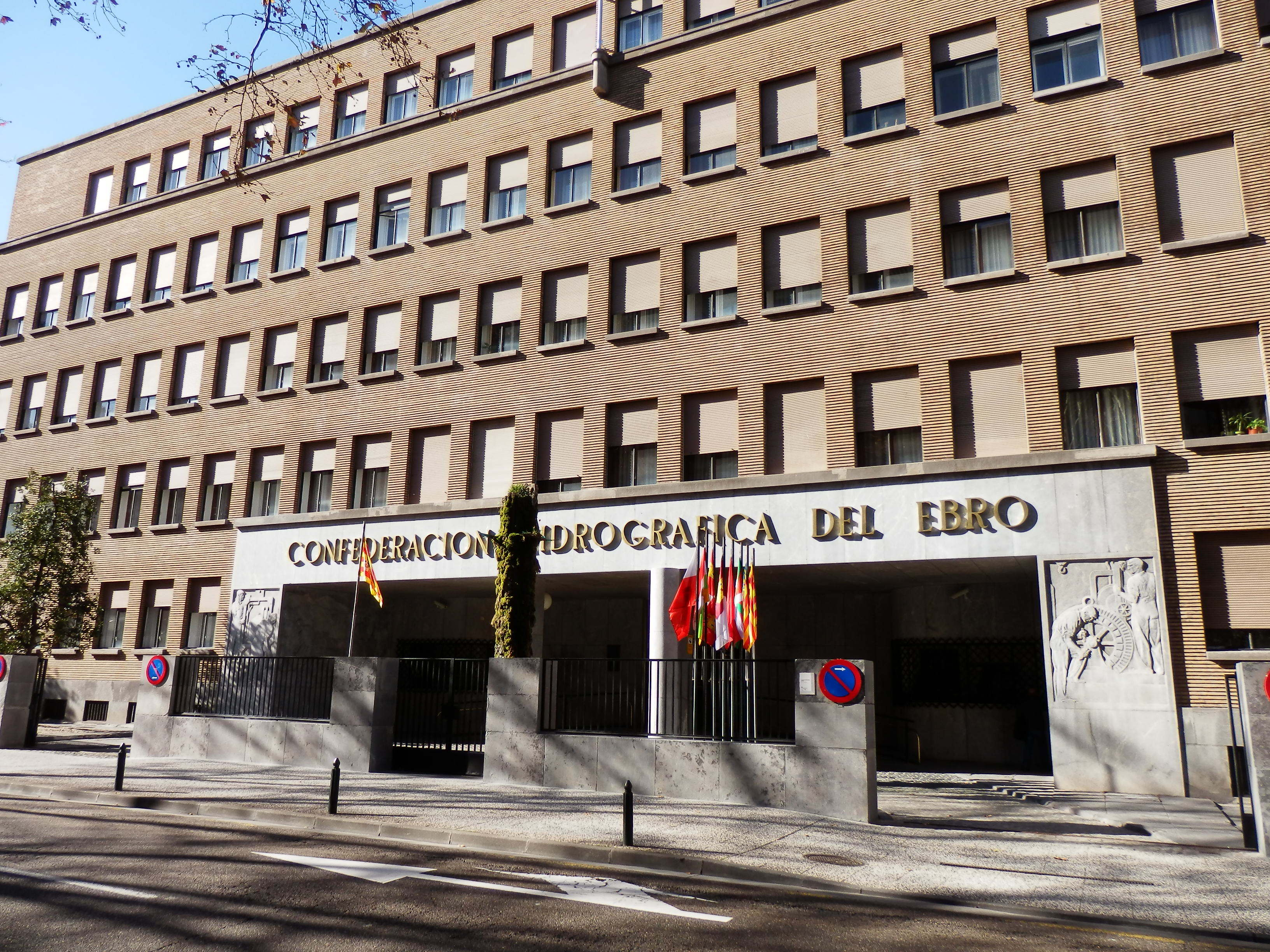
Edificio de la Confederación Hidrográfica del Ebro

El paseo de Sagasta es una de las principales avenidas del centro de Zaragoza. La calle comienza en la plaza de Paraíso y termina en el paseo Cuéllar.

## Historia
El origen del paseo de Sagasta es el camino que iba hacia Torrero desde la Puerta de Santa Engracia cruzando el río Huerva. Después de los Sitios, la ciudad comenzó a extenderse por el camino de Torrero. Por aquel entonces en el camino solo había algunas torres de recreo y pequeñas industrias instaladas en los alrededores del río. La burguesía zaragozana se empezó a ubicar en esta zona y también lo hicieron dos importantes centros educativos: el Colegio del Salvador de los jesuitas y el Colegio del Sagrado Corazón.
En 1900 se aprobó el primer proyecto de urbanización del Paseo y se construyeron bellos edificios y chalets modernistas en la zona, destacando la Casa Juncosa (Sagasta, 11), diseñada por José de Yarza Echenique; la Casa Tetuerta (Sagasta, 13) de Juan Francisco Gómez Pulido proyectada en 1904; la casa de viviendas del n.º 17 de 1903 del arquitecto Félix Navarro Pérez, la Casa Corsini (Sagasta n.º 19) del año 1904, también de Juan Francisco Gómez Pulido; y la Casa Palao del año 1912 diseñada por Miguel Ángel Navarro.
Más tarde, en 1936 se construyó el edificio de la Confederación Hidrográfica del Ebro obra de Regino Borobio y José Borobio, ubicado en el número 24 del paseo y catalogado por el Ayuntamiento.

## Denominaciones
El actual paseo de Sagasta ha tenido varios nombres durante su larga historia. Tradicionalmente, y hasta que se urbanizó, se denominó camino de Torrero, por ser la vía que comunicaba el centro de Zaragoza, con el barrio de Torrero, apellido de una familia originaria de Luna (Zaragoza) que se instaló en terrenos cercanos al cementerio y dieron nombre al barrio. A principios del siglo XX se llamó paseo de Sagasta en honor a Práxedes Mateo Sagasta, y con la llegada de la República pasó a denominarse paseo de la República hasta que, en 1938, tras la sublevación que dio lugar a la Guerra Civil, los nacionales -triunfantes en Zaragoza- cambiaron los nombres de varias calles, paseos y avenidas. En este caso el agraciado fue Mola y el nombre impuesto el de paseo del General Mola. Tras el fin de la dictadura y el posterior restablecimiento de la democracia, el paseo volvió a recuperar el nombre de paseo de Sagasta, a pesar de que se intentó recuperar su original denominación de Camino de Torrero.

## Galería

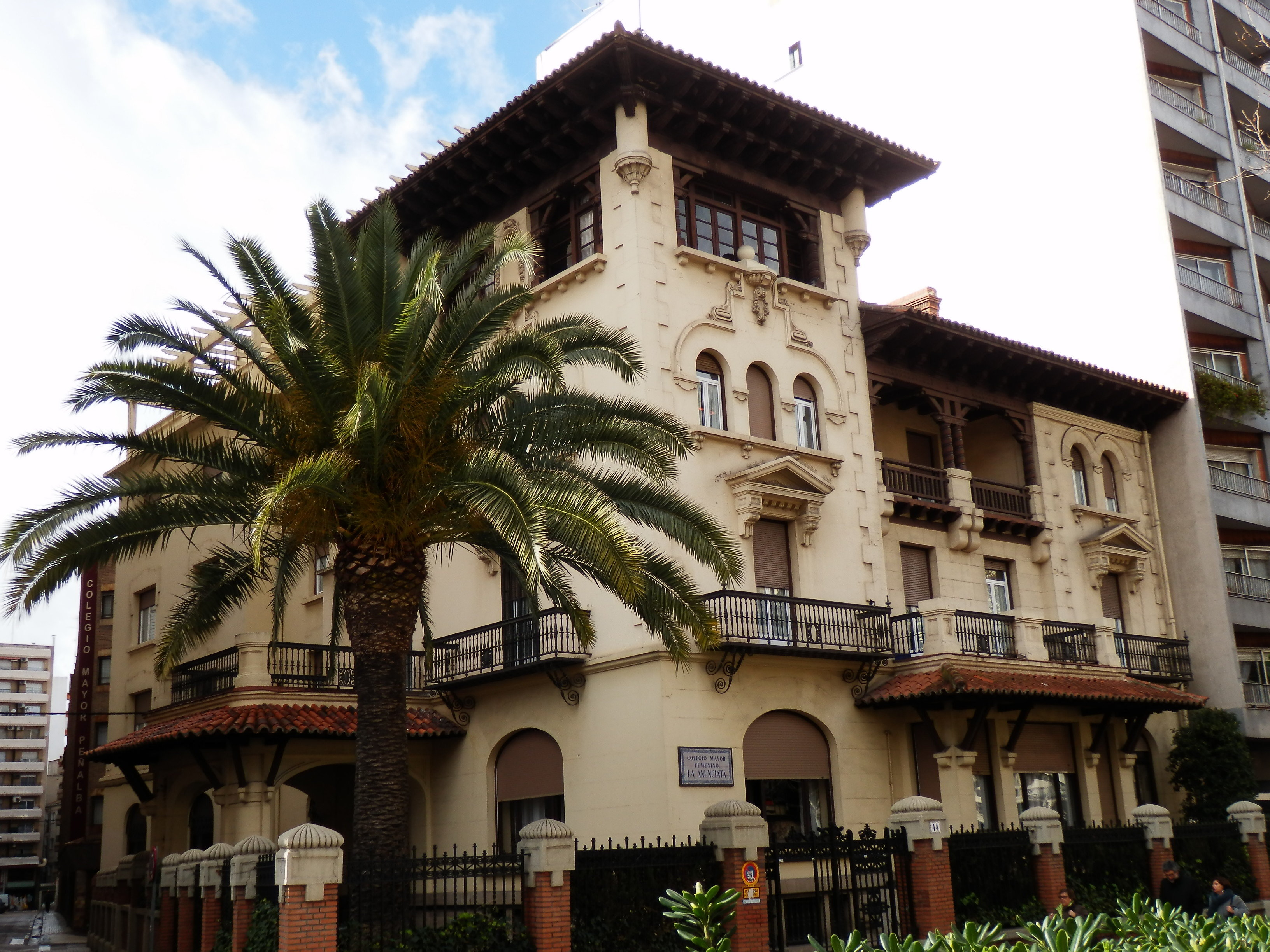
Colegio La Anunciata
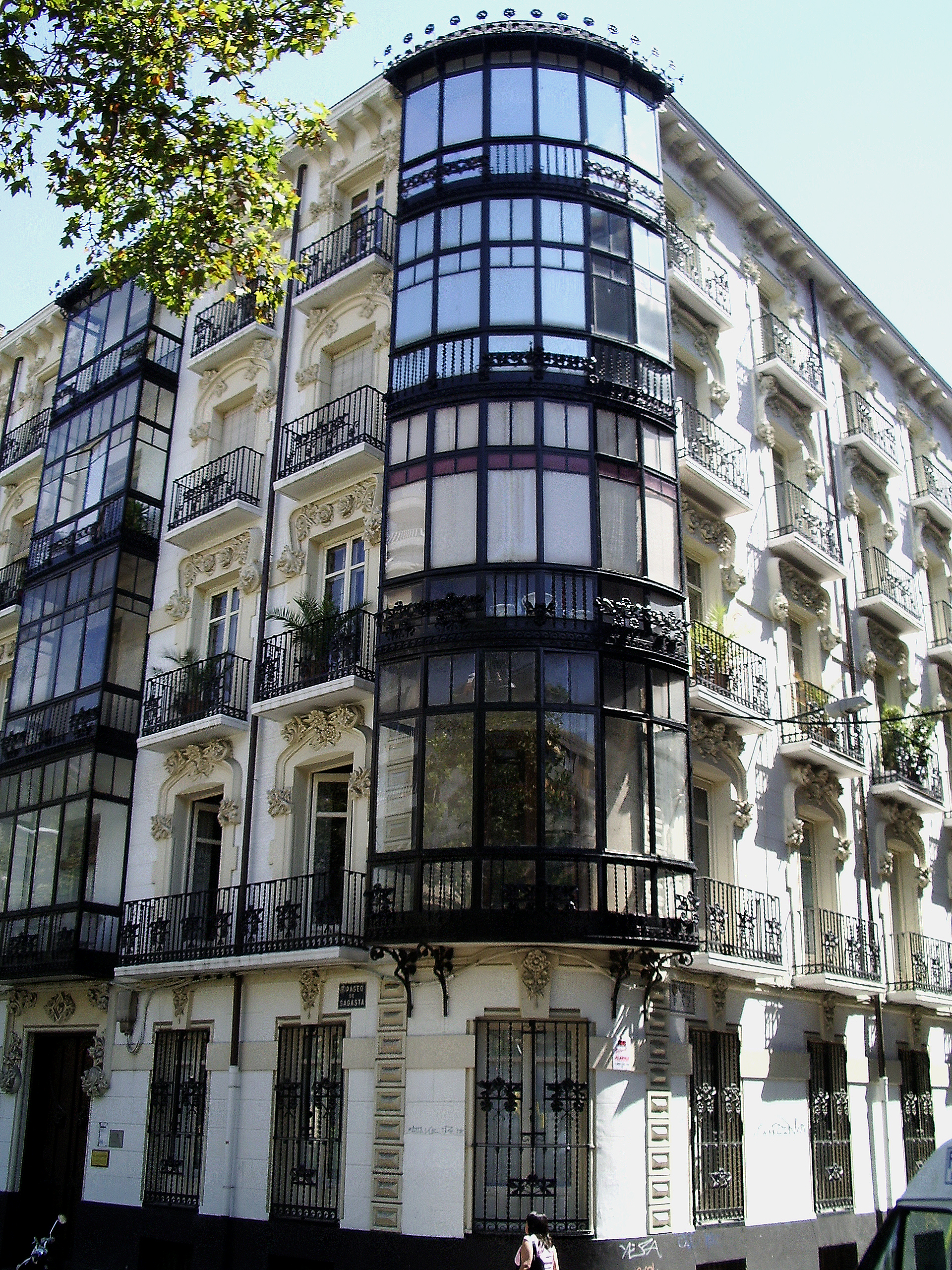
Casa Corsini
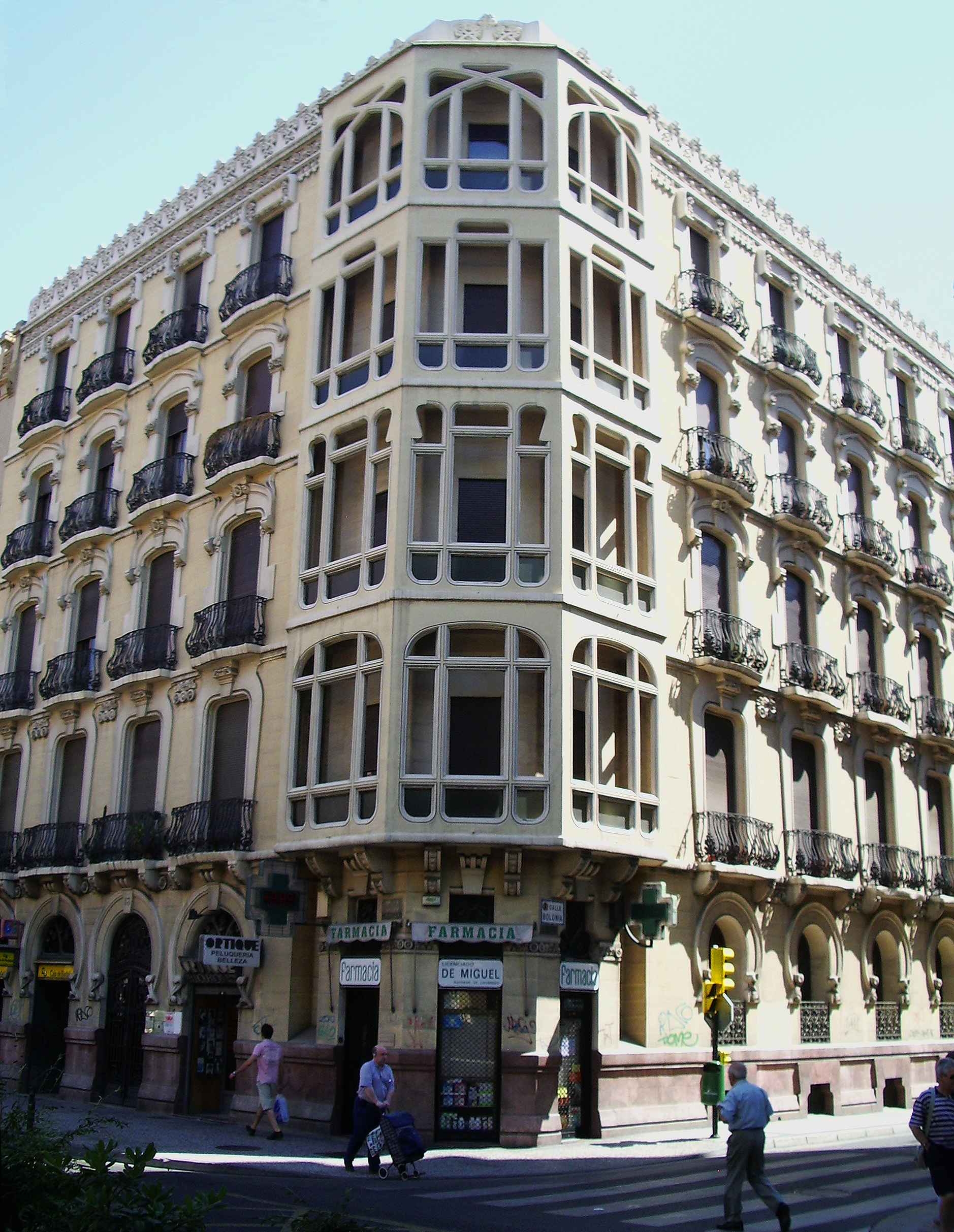
Casa Retuerta
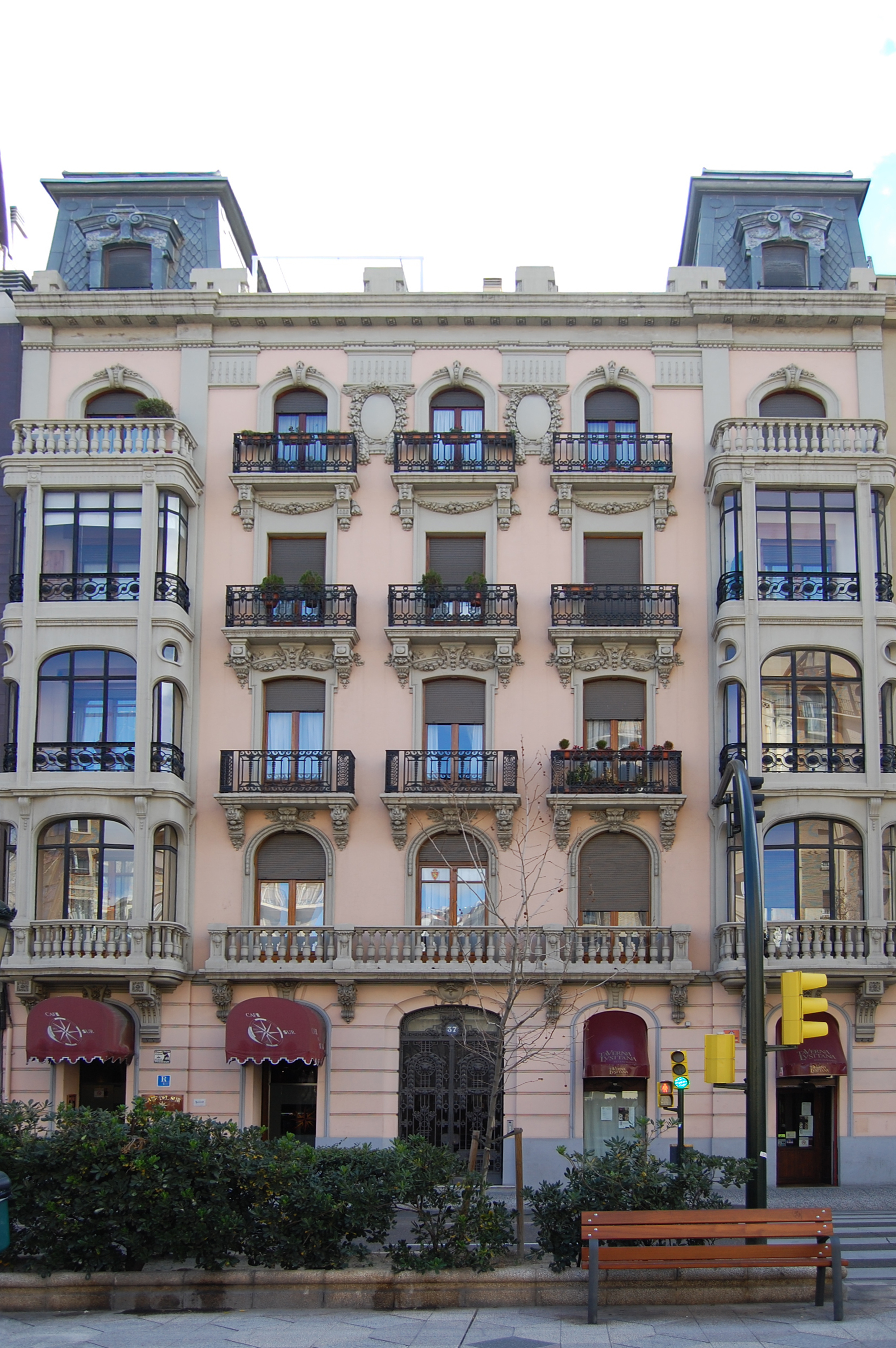
Sagasta, 37
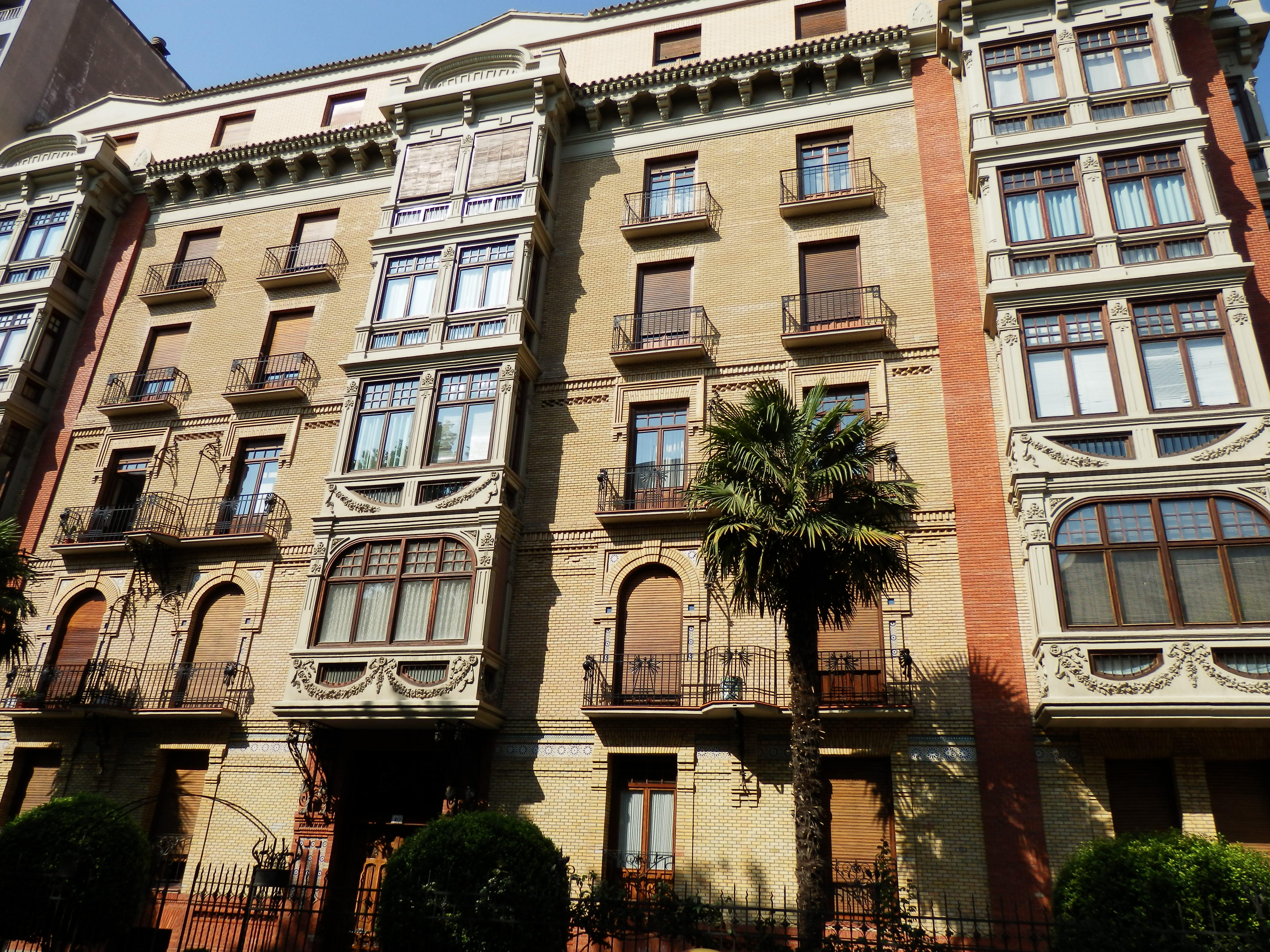
Sagasta, 40
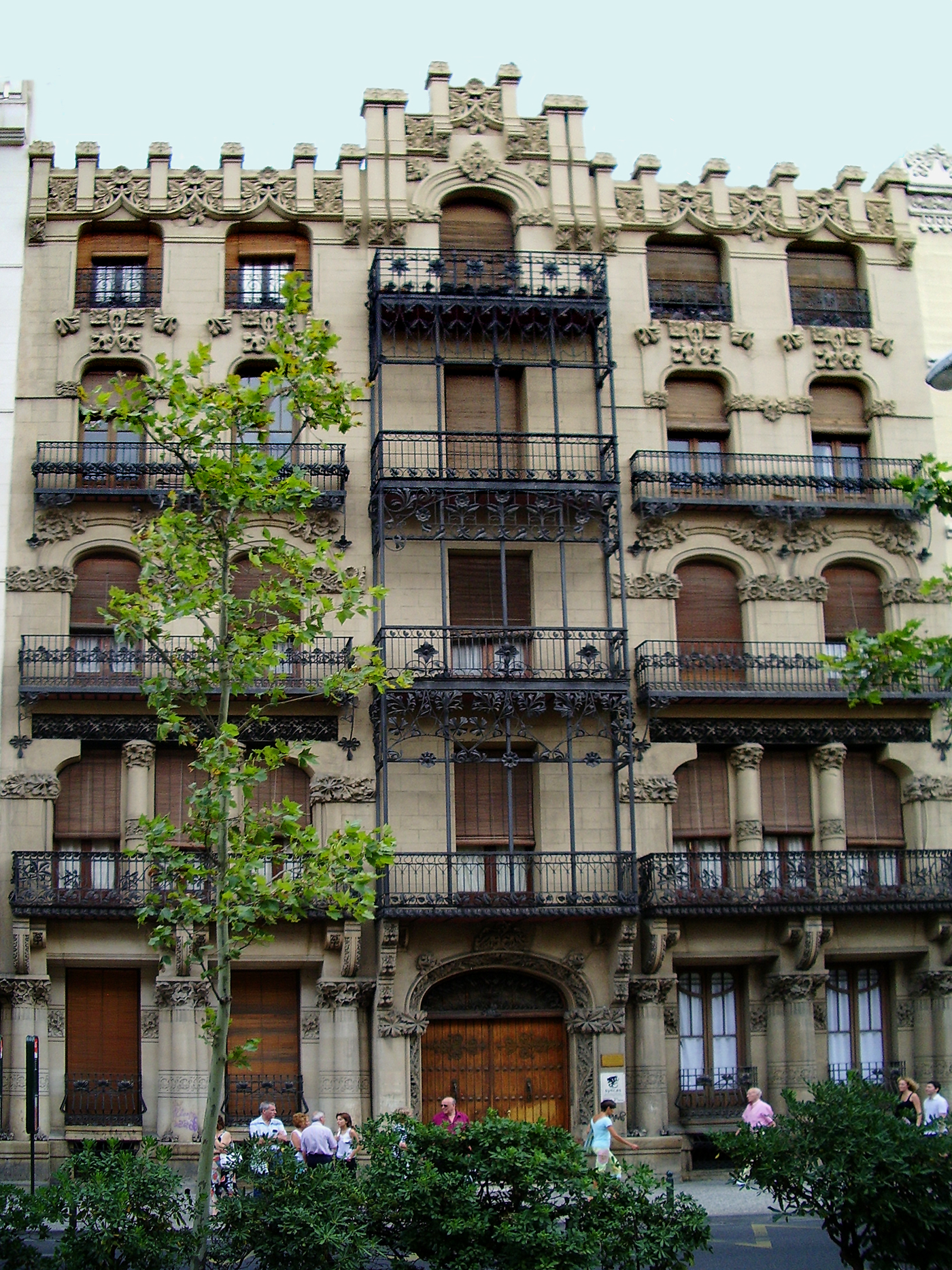
Casa Juncosa
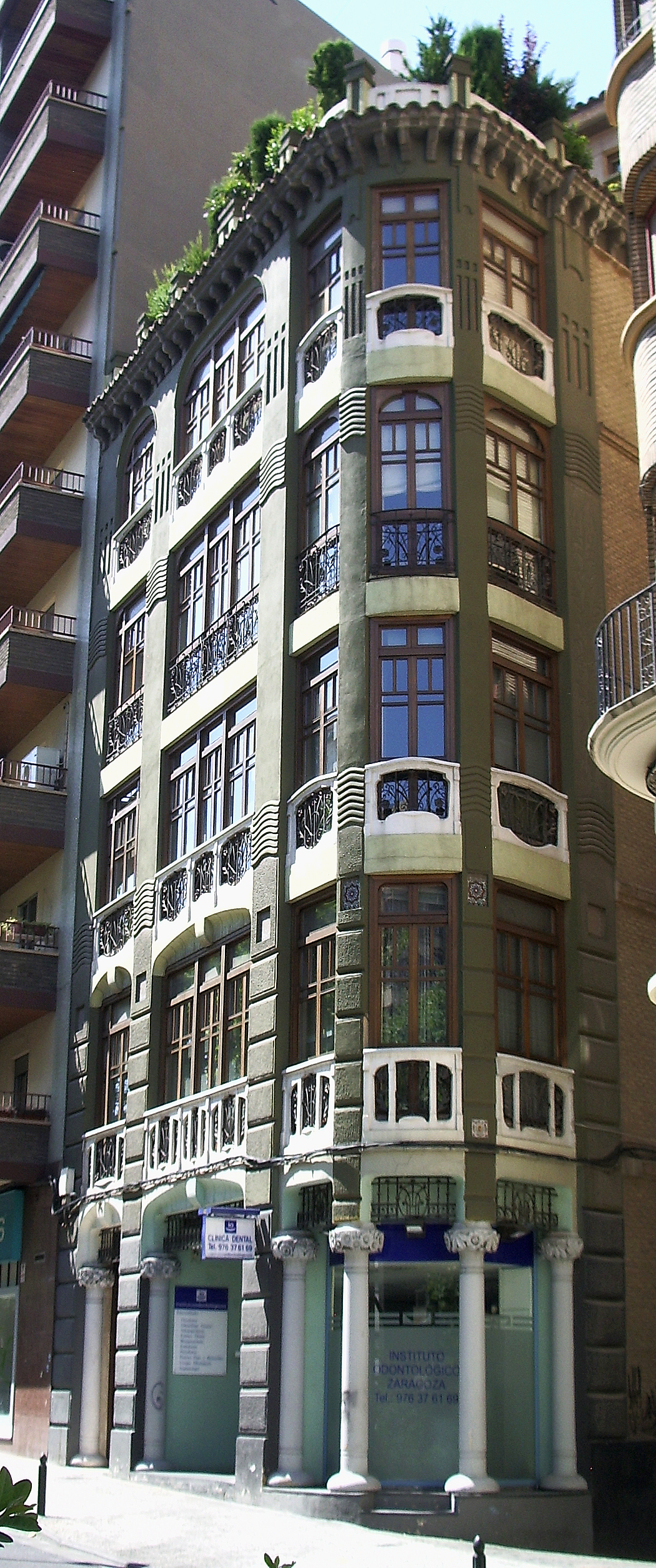
Casa Palao
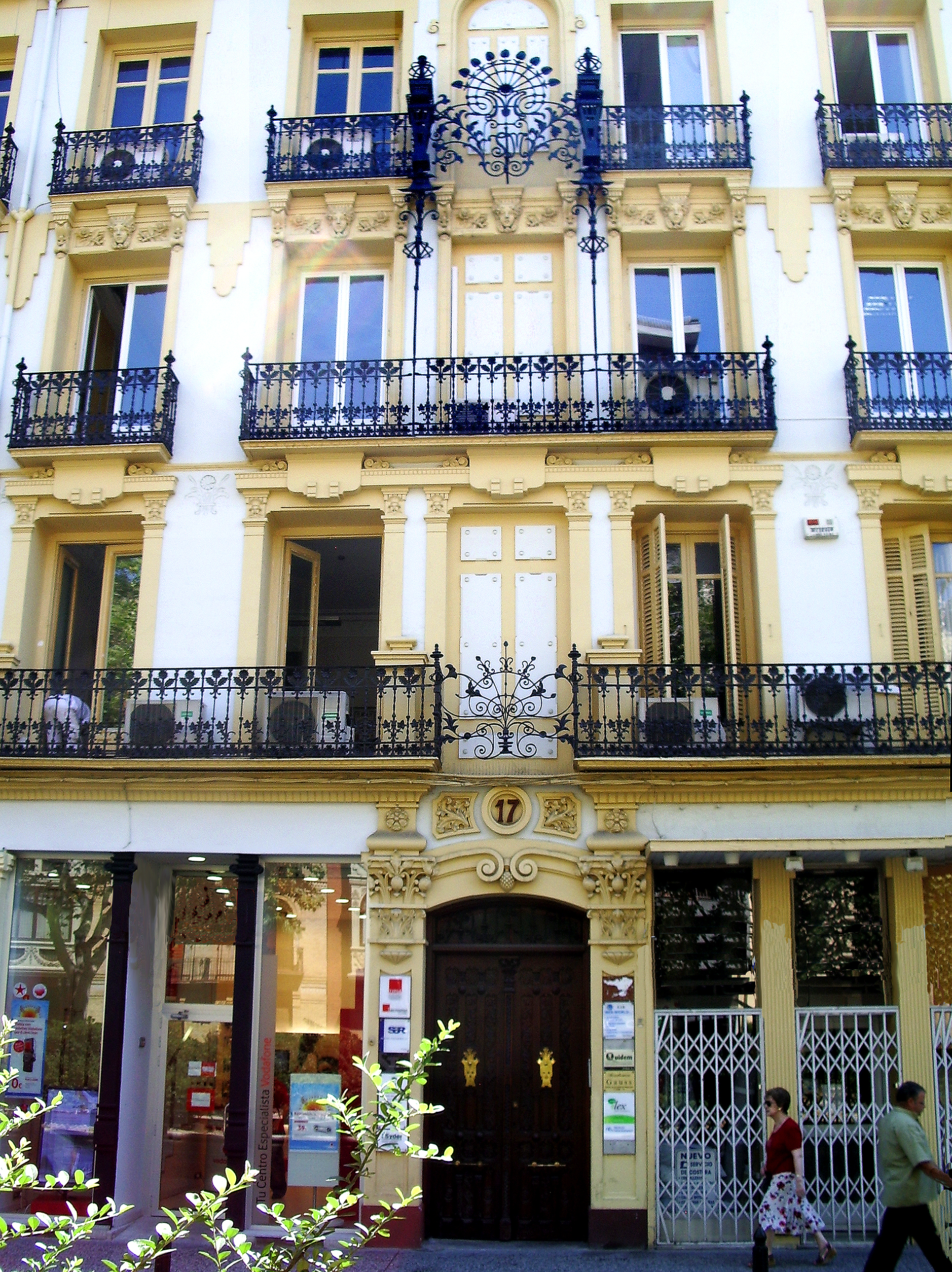
Sagasta, 17

- Datos: Q2838475
- Multimedia: Paseo de Sagasta, Zaragoza / Q2838475